# 宇都宮神社 (小牧市)

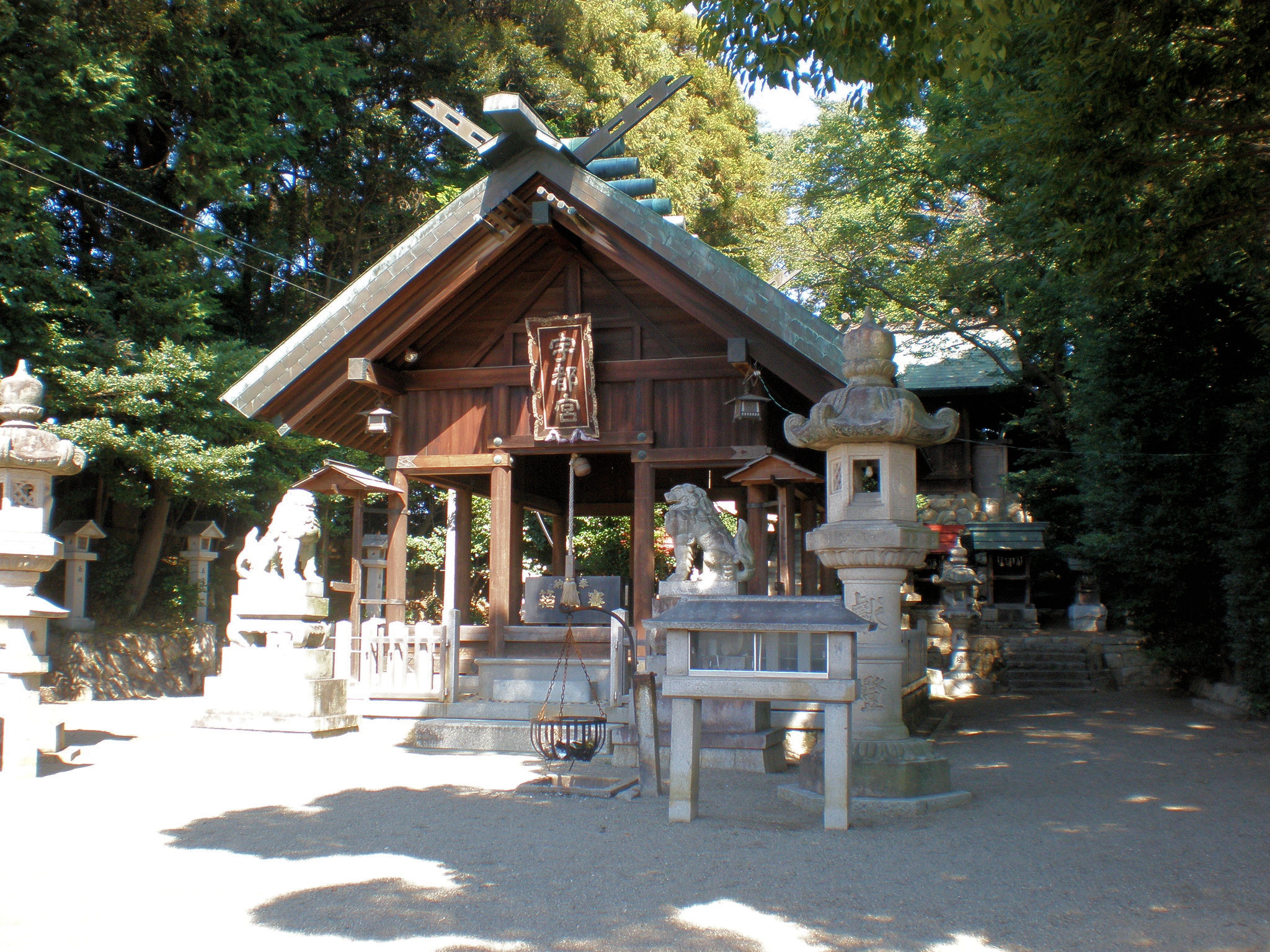
本殿

宇都宮神社（うつのみやじんじゃ）は、愛知県小牧市にある神社。境内に尾張地方で最大級の前方後方墳（「宇都宮神社古墳」）があることで知られる。

## 沿革
- 3世紀末～4世紀頃 - 前方後方墳が作られる。
- 1929年（昭和4年）頃 - 三角縁獣文帯三神三獣鏡が出土。
- 1987年（昭和62年）9月9日 - 古墳が愛知県の史跡、三角縁獣文帯三神三獣鏡が愛知県の有形文化財に指定される[2]。

## 宇都宮神社古墳
宇都宮神社の境内にある尾張地方最大級の前方後方墳。小木古墳群の一つで、3世紀末 - 4世紀に作られたと考えられている。この時代、この地域には有力な豪族がいたことがわかっており、この古墳以外にも複数の古墳が存在する。規模は全長が59m、高さが約6.5m。後方部の一辺は、約35mある。内部には、竪穴式の石室が設けられている。1987年に愛知県の史跡に指定されている。

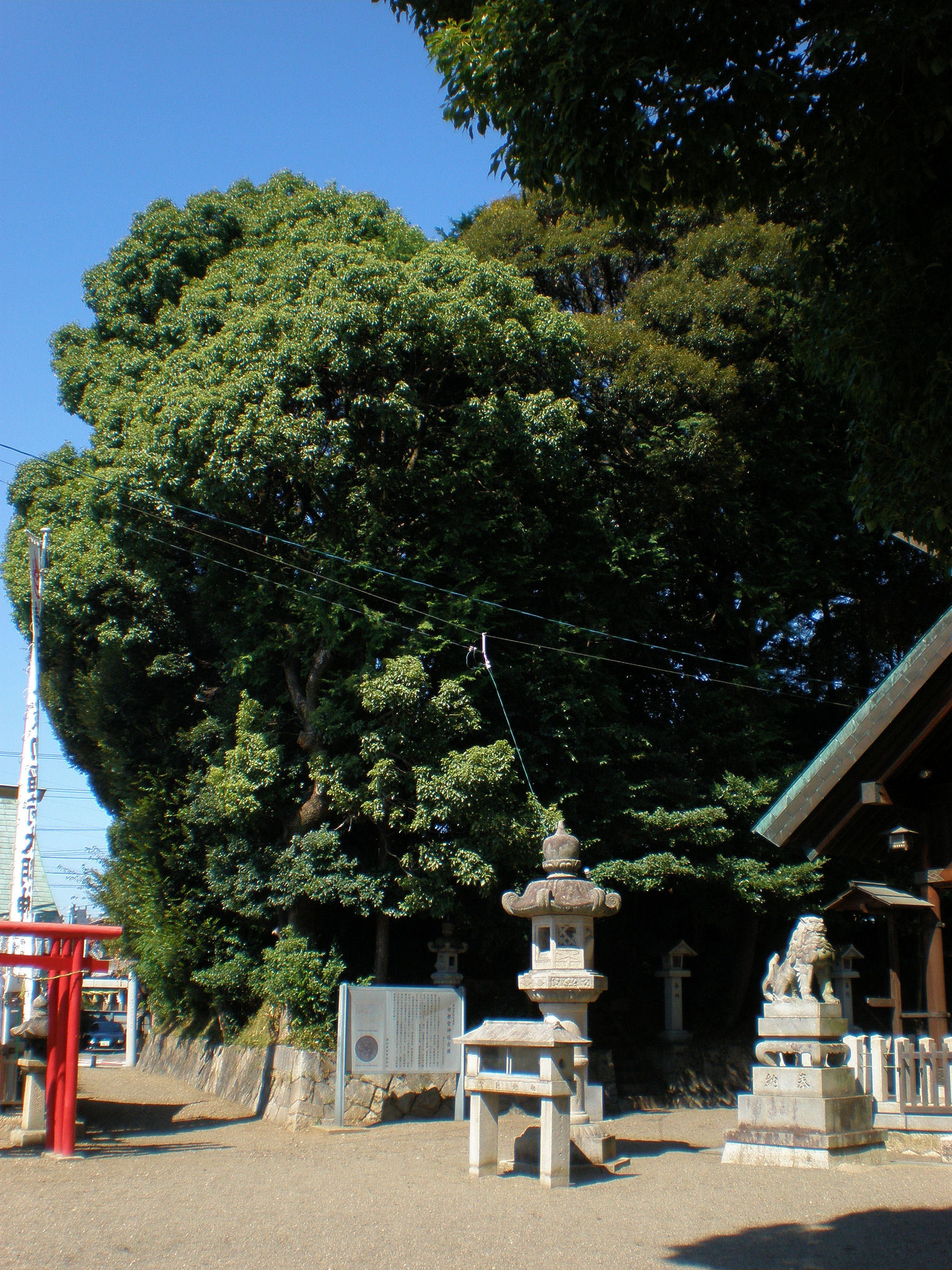
宇都宮神社古墳

## 文化財
- 三角縁獣文帯三神三獣鏡（三角縁神獣鏡） - 宇都宮神社古墳から出土した銅鏡。1929年頃に古墳前方部に社殿を建設する際、出土した。1987年に愛知県の有形文化財に指定されている。

## 所在地
愛知県小牧市小木3丁目226番地

## 交通手段
- 名鉄バスの小木停留所下車、徒歩5分。

## 周辺
- 県道25号春日井一宮線
- 県道158号小口名古屋線
- 県道451号名古屋外環状線
- 浄音寺
- 甲屋敷古墳
- 世尊寺
- 真通寺
- 小牧市立小木小学校